# Premi BAFTA 2012
La 65ª edizione dei British Academy Film Awards, conferiti dalla British Academy of Film and Television Arts alle migliori produzioni cinematografiche del 2011, ha avuto luogo il 12 febbraio 2012. Il trionfatore della serata è stato il film muto francese The Artist, vincitore di ben 7 premi su 12 nomination.

## Vincitori e candidati

### Miglior film
- The Artist, regia di Michel Hazanavicius
- Drive, regia di Nicolas Winding Refn
- The Help, regia di Tate Taylor
- Paradiso amaro (The Descendants), regia di Alexander Payne
- La talpa (Tinker, Tailor, Soldier, Spy), regia di Tomas Alfredson

### Miglior film britannico
- La talpa (Tinker, Tailor, Soldier, Spy)
- ...e ora parliamo di Kevin (We Need to Talk About Kevin), regia di Lynne Ramsay
- Marilyn (My Week with Marilyn), regia di Simon Curtis
- Senna, regia di Asif Kapadia
- Shame, regia di Steve McQueen

### Miglior film non in lingua inglese
- La pelle che abito (La piel que habito), regia di Pedro Almodóvar • Spagna
- La donna che canta (Incendies), regia di Denis Villeneuve • Canada
- Pina, regia di Wim Wenders • Germania
- Potiche - La bella statuina (Potiche), regia di François Ozon • Francia
- Una separazione (Jodāyi-e Nāder az Simin), regia di Asghar Farhadi • Iran

### Miglior film d'animazione
- Rango, regia di Gore Verbinski
- Le avventure di Tintin - Il segreto dell'Unicorno (The Adventures of Tintin: The Secret of the Unicorn ), regia di Steven Spielberg
- Il figlio di Babbo Natale (Arthur Christmas), regia di Sarah Smith

### Miglior regista
- Michel Hazanavicius – The Artist
- Tomas Alfredson – La talpa (Tinker, Tailor, Soldier, Spy)
- Lynne Ramsay – ...e ora parliamo di Kevin (We Need to Talk About Kevin)
- Martin Scorsese – Hugo Cabret (Hugo)
- Nicolas Winding Refn – Drive

### Miglior attore protagonista
- Jean Dujardin – The Artist
- George Clooney – Paradiso amaro (The Descendants)
- Michael Fassbender – Shame
- Gary Oldman – La talpa (Tinker, Tailor, Soldier, Spy)
- Brad Pitt – L'arte di vincere (Moneyball)

### Miglior attrice protagonista
- Meryl Streep – The Iron Lady
- Bérénice Bejo – The Artist
- Viola Davis – The Help
- Tilda Swinton – ...e ora parliamo di Kevin (We Need to Talk About Kevin)
- Michelle Williams – Marilyn (My Week with Marilyn)

### Miglior attore non protagonista
- Christopher Plummer – Beginners
- Kenneth Branagh – Marilyn (My Week with Marilyn)
- Jim Broadbent – The Iron Lady
- Jonah Hill – L'arte di vincere (Moneyball)
- Philip Seymour Hoffman – Le idi di marzo (The Ides of March)

### Miglior attrice non protagonista
- Octavia Spencer – The Help
- Jessica Chastain – The Help
- Judi Dench – Marilyn (My Week with Marilyn)
- Melissa McCarthy – Le amiche della sposa (Bridesmaids)
- Carey Mulligan – Drive

### Miglior sceneggiatura originale
- Michel Hazanavicius – The Artist
- Annie Mumolo e Kristen Wiig – Le amiche della sposa (Bridesmaids)
- Abi Morgan – The Iron Lady
- Woody Allen – Midnight in Paris
- John Michael McDonagh – Un poliziotto da happy hour (The Guard)

### Miglior sceneggiatura non originale
- Bridget O'Connor e Peter Straughan – La talpa (Tinker, Tailor, Soldier, Spy)
- Steven Zaillian e Aaron Sorkin – L'arte di vincere (Moneyball)
- Tate Taylor – The Help
- George Clooney, Grant Heslov e Beau Willimon – Le idi di marzo (The Ides of March)
- Alexander Payne, Nat Faxon e Jim Rash – Paradiso amaro (The Descendants)

### Miglior fotografia
- Guillaume Schiffman – The Artist
- Jeff Cronenweth – Millennium - Uomini che odiano le donne (The Girl with the Dragon Tattoo)
- Janusz Kaminski – War Horse
- Robert Richardson – Hugo Cabret (Hugo)
- Hoyte van Hoytema – La talpa (Tinker, Tailor, Soldier, Spy)

### Miglior scenografia
- Dante Ferretti e Francesca Lo Schiavo – Hugo Cabret (Hugo)
- Robert Gould e Laurence Bennett  – The Artist
- Stuart Craig e Stephenie McMillan – Harry Potter e i Doni della Morte - Parte 2 (Harry Potter and the Deathly Hallows – Part 2)
- Maria Djurkovic e Tatiana MacDonald – La talpa (Tinker, Tailor, Soldier, Spy)
- Rick Carter e Lee Sandales – War Horse

### Migliori musiche
- Ludovic Bource – The Artist
- Howard Shore – Hugo Cabret (Hugo)
- Trent Reznor e Atticus Ross – Millennium - Uomini che odiano le donne (The Girl with the Dragon Tattoo)
- Alberto Iglesias – La talpa (Tinker, Tailor, Soldier, Spy)
- John Williams – War Horse

### Miglior montaggio
- Gregers Sall e Chris King – Senna
- Anne-Sophie Bion e Michel Hazanavicius – The Artist
- Matthew Newman – Drive
- Thelma Schoonmaker – Hugo Cabret (Hugo)
- Dino Jonsäter – La talpa (Tinker, Tailor, Soldier, Spy)

### Migliori costumi
- Mark Bridges – The Artist
- Jacqueline Durran – La talpa (Tinker, Tailor, Soldier, Spy)
- Michael O'Connor – Jane Eyre
- Sandy Powell – Hugo Cabret (Hugo)
- Jill Taylor – Marilyn (My Week with Marilyn)

### Miglior trucco e acconciature
- The Iron Lady – Marese Langan, Mark Coulier
- The Artist – Cydney Cornell, Julie Hewett
- Harry Potter e i Doni della Morte - Parte 2 (Harry Potter and the Deathly Hallows – Part 2) – Amanda Knight, Lisa Tomblin
- Hugo Cabret (Hugo) – Jan Archibald, Morag Ross
- Marilyn (My Week with Marilyn) – Jenny Shircore

### Miglior sonoro
- Hugo Cabret (Hugo) – Tom Fleischman, Philip Stockton, Eugene Gearty, John Midgley
- The Artist – Michael Krikorian, Gérard Lamps, Nadine Muse
- Harry Potter e i Doni della Morte - Parte 2 (Harry Potter and the Deathly Hallows – Part 2) – Adam Scrivener, James Mather, Stuart Wilson, Mike Dowson, Stuart Hilliker
- La talpa (Tinker, Tailor, Soldier, Spy) – Stephen Griffiths, Andy Shelley, Doug Cooper, Howard Bargroff, John Casali
- War Horse – Stuart Wilson, Andy Nelson, Gary Rydstrom, Richard Hymns, Tom Johnson

### Migliori effetti speciali visivi
- Harry Potter e i Doni della Morte - Parte 2 (Harry Potter and the Deathly Hallows – Part 2 ) – Tim Burke, David Vickery, John Richardson, Greg Butler
- L'alba del pianeta delle scimmie (Rise of the Planet of the Apes) – R. Christopher White, Dan Lemmon, Joe Letteri
- Le avventure di Tintin - Il segreto dell'Unicorno (The Adventures of Tintin: The Secret of the Unicorn) – Joe Letteri
- Hugo Cabret (Hugo) – Alex Henning, Robert Legato, Ben Grossmann, Joss Williams
- War Horse – Neil Corbould, Ben Morris

### Miglior documentario
- Senna, regia di Asif Kapadia
- George Harrison: Living in the Material World, regia di Martin Scorsese
- Project Nim, regia di James Marsh

### Miglior cortometraggio
- Pitch Black Heist, regia di John Maclean
- Chalk, regia di Martina Amati
- Mwansa the Great, regia di Rungano Nyoni
- Only Sound Remains, regia di Arash Ashtiani
- Two and Two, regia di Babak Anvari

### Miglior cortometraggio d'animazione
- A Morning Stroll, regia di Grant Orchard
- Abuelas, regia di Afarin Eghbal
- Bobby Yeah, regia di Robert Morgan

### Miglior esordio britannico da regista, sceneggiatore o produttore
- Paddy Considine (regista) e Diarmid Scrimshaw (produttore) – Tirannosauro (Tyrannosaur)
- Richard Ayoade (regista e sceneggiatore) – Submarine
- Joe Cornish (regista e sceneggiatore) – Attack the Block
- Ralph Fiennes (regista) – Coriolanus
- Will Sharpe (regista e sceneggiatore), Tom Kingsley (regista) e Sarah Brocklehurst (produttrice) – Black Pond

### Orange Rising Star Award per la miglior stella emergente(votato dal pubblico)
- Adam Deacon
- Chris Hemsworth
- Chris O'Dowd
- Eddie Redmayne
- Tom Hiddleston